# Ribollita
Ribollita je polévka, která se připravuje v toskánské kuchyni. Základními surovinami jsou fazole, obvykle místní odrůdy cannellini, a černá kapusta, která se má sklízet po prvních mrazících, aby měla jemnější chuť. K nim se přidává cibule kuchyňská, česnek kuchyňský, sůl a koření, v různých lokálních a rodinných variantách se používá také hlávkové zelí, mangold, mrkev obecná, rajčata, brambory, tymián obecný nebo rozmarýn. Polévka se uvaří v kameninové nádobě, přidá se do ní starý tvrdý chléb a nechá se odležet do druhého dne. Pak se směs ohřeje a kápne se do ní olivový olej. Ribollita je většinou bezmasá a slouží jako postní jídlo, někdy se do ní však přidává uzenina. Může se také servírovat se strouhaným parmezánem. Opakovaným vařením se ribollita odlišuje od obyčejné chlebové polévky známé jako „zuppa toscana“.
Původ tohoto jídla je kladen do středověku, kdy k jeho přípravě služebnictvo využívalo zbytky z panských stolů. Polévka získala oblibu především na venkově, kde bylo ve zvyku vařit ve velkém hrnci pro celou rodinu a podle potřeby jídlo ohřívat. Recept uvádí roku 1891 Pellegrino Artusi ve své kuchařce La scienza in cucina e l'arte di mangiar bene pod názvem „la zuppa di magro alla contadina“. V roce 1910 již Alberto Cougnet v knize L'arte cucinaria in Italia používá označení „ribollita“, tzn. „znovu uvařená“.
Hustá polévka je výživným zimním pokrmem. K polévce se podává místní chléb bez soli pane sciocco.